# Johan Princell
Johan Gustav Princell, född 18 september 1845 i Tolgs socken, Kronobergs län, död 1 maj 1915 i Chicago, var en svenskamerikansk präst och frikyrkoman.
Johan Princell var son till lantbrukaren Magnus Gudmundson och emigrerade 1856 tillsammans med sina föräldrar till USA, Han studerade 1862–1867 vid Augustana College och var 1869 tidningen Hemlandets biträdande redaktör. Från 1870 studerade han vid det tysk-amerikanska lutherska prästseminariet i Philadelphia. Han prästvigdes 1872 varefter han följande år var pastor i Campello, Massachusetts, och därpå till 1870 i Gustaf Adolfs församling i New York. Under denna tid kom han i beröring med waldenströmianismen och anslöt sig till dess uppfattning i försoningsläran, vilket medförde, att han 1879 suspenderades på ett år från sitt prästämbete inom Augustanasynoden. Han bildade då en fri församling i Brooklyn och utträdde ur synoden. Ur hans och predikanten Fredrik Fransons verksamhet växte så småningom Svenska evangeliska frikyrkan fram. Princell var 1880–1884 rektor för Ansgarius College i Knoxville, Illinois, och 1884–1889 redaktör för Chicago-Bladet, utgav 1889–1892 månadstidningen Frihet och Frid samt var 1893 resepredikant i missionens tjänst. Han var därefter predikant i Minneapolis, Franconia och Taylor Falls, tills han 1904 kallades till lärare vid frikyrkans bibelinstitut i Chicago, där han verkade till ett år före sin död, från 1908 som föreståndare. Princell var även teolog och religionsforskare. han utgav ett stort arbete, Judarnas historia (1885, 2:a upplagan 1924) samt översatte flera av Waldenströms skrifter till engelska.